# Józefów (Włodawa)
Pour les articles homonymes, voir Józefów.
Józefów (prononciation [ juˈzɛfuf]) est un village de la gmina de Wola Uhruska, du powiat de Włodawa, dans la voïvodie de Lublin, situé dans l'est de la Pologne.
Sa population s'élevait à 36 habitants en 2013.

## Administration
De 1975 à 1998, le village est attaché administrativement à l'ancienne voïvodie de Chełm.

Depuis 1999, il fait partie de la nouvelle voïvodie de Lublin.